# Vibeke Klint
Karen Vibeke Klint (født 13. december 1927 på Frederiksberg, død 30. december 2019) var en dansk væver og tekstildesigner, uddannet i 1949 fra Kunsthåndværkerskolen i København. Vibeke Klint var aktiv i den sidste halvdel af det tyvende århundrede, både som kunsthåndværker, designer, underviser, formidler og som medlem af indflydelsesrige råd og udvalg.
Hendes kunstneriske arbejde bestod hovedsageligt af gobeliner, tæpper, silkestoffer og boligtekstiler. Tekstilerne er kendetegnet ved deres enkelhed, bestående af få farver, ofte en kombination af en enkelt eller få baggrundsfarver med geometriske motiver, såsom rhomber, zigzag og linjer, der fremhæves eller nedtones i kraft af farvernes spil.
Vibeke Klint er datter af redaktør Gunnar Lorens Christian Nielsen og Karen Gudrun Skou. Hun giftede sig i 1954 med landskabsarkitekten Morten Le Klint (1918-1978), søn af arkitekt Kaare Klint og barnebarn af Peder Vilhelm Jensen-Klint.

## Kunstneriske virke
I 1949 tog hun afgang fra vævelinjen på Kunsthåndværkerskolens afdeling ved Kunstindustrimuseet i Amaliegade. Herefter var hun kort ansat som væver på den velrenommeret Karen Warmings vævestue. Et tilbud fra hendes tidligere underviser, institutleder Gerda Henning, om at arbejde på gobelin-væveprøver til Folketingssalen på Christiansborg, var incitament til at forlade det kommercielle arbejde med metervare hos Karen Warming. Vibeke Klint tog på et længerevarende studieophold i Frankrig for at tilegne sig den nødvendige specialviden om gobelinvævning. Opholdet blev dog afbrudt af Gerda Henings død i 1951. Heningens mand tilbød at Klint kunne overtage Gerda Heningens vævestue på betingelse af at hun vendte hjem til Danmark.
Hendes første store kommission var tre gobeliner til Egmont Kollegiet, vævet i 1954-56 efter udkast af billedkunstner William Scharff. Andre prominente opgaver består af røde silkepaneler til Spejlsalen i Statsministeriet og tekstiler til den danske ambassade i Washington i samarbejde med arkitekten Finn Juhl. Vibeke Klint har designet damaskduge for Georg Jensen Damask, den første dug hed KLINT og er fra 1988.

## Øvrige virke
Vibeke Klints virke er bemærkelsesværdigt idet hun har været flittig både som designer/kunsthåndværker og underviser/formidler. Dansk kvindebiografisk leksikon beskriver Vibeke Klint som en “enestående igangsætter, der har haft øje for talent blandt yngre kolleger, som hun har bakket op i deres arbejde.” Sammen med tekstilkunstnerne Krestine Kjærholm, Anet Brusgaard og Grethe Weber var hun i 1997 med til at initiere et ideudviklings- og formidlingssted for professionelle tekstildesignere, Textilgalleriet, som blev støttet af Kulturministeriets Designfond. Hun har været medlem af bestyrelser i Dansk Designråd, Kunsthåndværkerrådet og World Craft Council og i har i flere perioder siddet i Akademirådet.

## Publikationer om Vibeke Klint
I 1997 udkom bogen Væveren Vibeke Klint skrevet af en tidligere elev, Inge Alifrangis.
Hun indgår desuden i Kunstindustrimuseets tekstilkatalog, Vævekunst, fra 2003, og Mirjam Gelfer-Jørgensens bog Japanisme på dansk fra 2013, om japansk kulturs indflydelse på dansk kunst og kunsthåndværk siden 1870 og frem til i dag.

## Priser og hædersbeviser
Blandt mange æresbevisninger og priser har Vibeke Klint modtaget Zeuthens Mindelegat 1950, vundet sølvmedalje ved Triennalen i Milano 1954, Hofjuvelér Poul Michelsens jubilæumslegat 1958, og i 1960 modtog hun Lunningprisen samt i 1967 Cotilprisen. I 1972 fik hun Eckersberg Medaillen, i 1974 Tagea Brandts Rejselegat, i 1976 Statens Kunstfonds arbejdslegat, i 1978 Knud V. Engelhardts Legat, i 1987 Kunsthåndværkerrådets Årspris, i 1989 C.F. Hansen Medaillen, i 1992 Nationalbankens Hæderslegat og legat fra Ole Haslunds Kunstnerfond, i 1996 den svenske Prins Eugens Medalje og i 1997 Lis Ahlmanns Legat. I 1980 fik hun tildelt den livsvarige ydelse fra Statens Kunstfond. Hun blev Ridder af Dannebrog i 2000.